# Kvisnæs
Kvisnæs (dansk) eller Quisnis (tysk) er en halvø i det østlige Angel i det nordlige Tyskland (Sydslesvig). Halvøen er beliggende nord for byen Gelting. Den adskiller Gelting Bugt fra Gelting Nor. Tæt på Kvisnæs ligger naturområdet Gelting Birk. Umiddelbart syd og sydøst for halvøen ligger Dystnæshøj og skovområdet Nordskov.
Kvisnæs nævnes første gang i 1731. Stednavnet er sammensat af kvist- (sml. oldnordisk kvīsl og kvistr) og -næs. Det blev på tysk til Quisnis. Administrativt hører halvøen under Gelting kommune, i den danske tid hørte den under Gelting Sogn (i Ny Herred, Sønderjylland / Hertugdømmet Slesvig).